# Pristimantis simonsii
Pristimantis simonsii är en groddjursart som först beskrevs av George Albert Boulenger 1900.  Pristimantis simonsii ingår i släktet Pristimantis och familjen Strabomantidae. IUCN kategoriserar arten globalt som akut hotad. Inga underarter finns listade i Catalogue of Life.